# Петухов, Фёдор Дмитриевич
Фёдор Дмитриевич Петухов (1923—1999) — советский хозяйственный, государственный и политический деятель, Герой Социалистического Труда.

## Биография
Родился в 1923 году в нынешней Ростовской области. Член ВКП(б).
Окончил Таганрогское ремесленное училище. С 1942 года — на хозяйственной, общественной и политической работе. В 1942—1973 гг. — сталевар, оператор четвёртой электропечи мартеновского цеха Верх-Исетского металлургического завода Свердловской области.
Указом Президиума Верховного Совета СССР от 19 июля 1957 года присвоено звание Героя Социалистического Труда с вручением ордена Ленина и золотой медали «Серп и Молот».
Избирался депутатом Верховного Совета РСФСР 6-го и 7-го созывов от Верх-Исетского избирательного округа Свердловской области.
Скончался 23 декабря 1999 года. Похоронен на Широкореченском кладбище Екатеринбурга.